# ジェームズ・エドワード・ウォートン
ジェームズ・エドワード・ウォートン（James Edward Wharton, 1894年12月2日 - 1944年8月12日）は、アメリカ合衆国の軍人。アメリカ陸軍に将校として勤務していたが、1944年のオーバーロード作戦（ノルマンディー侵攻）の最中、第28歩兵師団長就任直後に戦死した。

## 経歴
1894年、ニューメキシコ州チャベス郡エルク（Elk）にて生を受ける。幼少期はニューメキシコ州およびアリゾナ州で過ごし、1917年にニューメキシコ州立大学農・工学部（Agriculture and Mechanic Arts）を卒業。予備役将校訓練課程（ROTC）を経て陸軍少尉に任官する。
任官後の兵科は歩兵科だった。第一次世界大戦頃には第62および第57歩兵連隊の一員としてフィリピンに派遣されたほか、後にはキャンプ・フレモントやフォート・ベニング、フォート・リー、フォート・スネリングの第3歩兵連隊などに勤務した。また、陸軍指揮幕僚大学では教官を務めた。
陸軍の教育機関としては、歩兵学校、陸軍指揮幕僚大学、陸軍大学校、陸軍工業大学を卒業している。

## 戦死

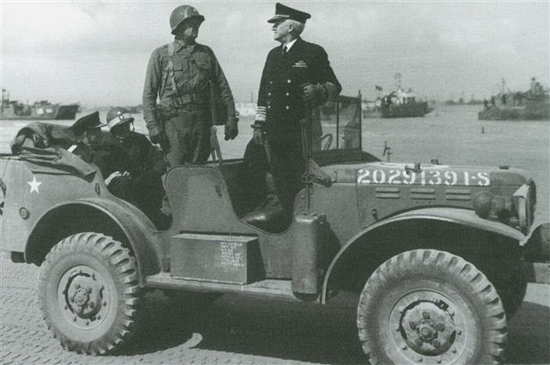
ユタ・ビーチに立つウォートン（左）とスターク提督（右）

第二次世界大戦勃発時、ウォートンは陸軍省参謀本部にて将校人事部長を務めていた。1942年3月、准将に仮昇進して陸軍補給隊人事部長に就任。
1943年、新設された第80歩兵師団にて師団長補を務める。
その後、ノルマンディー上陸作戦（Dデイ）ではユタ・ビーチに展開する第1工兵特別旅団の指揮を執る。工兵特別旅団は1.5-2万人程度から成る部隊で、機材および人員を輸送・揚陸した上、それらを用いる攻勢の準備を整えることが任務とされていた。
Dデイ後は第9歩兵師団長補を務める。
1944年8月12日、ロイド・D・ブラウンの後任として第28歩兵師団長に就任。就任当日、ウォートンは戦況を把握するべく前線の視察に赴いた。そして、スルドゥヴァル付近に展開していた第112歩兵連隊の指揮所を訪問した際、ドイツ軍狙撃兵の銃撃を受けて戦死した。第28歩兵師団長の職はノーマン・コータに引き継がれた。
遺体は一時的にフランスにて埋葬されたが、後にアーリントン国立墓地に改葬された。

## 受章
ウォートンは補給隊での勤務を評価され、レジオン・オブ・メリット章を受章している。
また、第1工兵特別旅団および第80、第9歩兵師団での勤務に対しては陸軍殊勲章を受章した。
パープルハート章も受章している。

## その後
1952年、第28歩兵師団が朝鮮戦争のため活性化された時、第112歩兵連隊はハイルブロンに駐屯していた。同連隊の本部として使用された兵舎は、彼の名を取ってウォートン兵舎（Wharton Barracks）と呼ばれた。ウォートン兵舎は1989年に閉鎖された。

## 家族
1921年、バージニア州ピーターズバーグ出身のマデリーン・バーク（Madelyn Burke, 1893年 - 1952年）と結婚。子供として、エドワード・B（1927年 - 1991年）、ロバート・H（1929年 - ）があった。ロバート・H・ウォートンは1954年に司祭になった。